# رنگینک کاکل‌سفید
رنگینک کاکل‌سفید (نام علمی: Pipra pipra) نام یک گونه از سرده رنگینک و خانواده رنگینکان است. این پرنده در مناطق گرمسیری دنیای جدید، از کاستاریکا تا شمال پرو و شرق برزیل یافت می‌شود.